# شکست‌ناپذیر (آلبوم جنت جکسون)
شکست‌ناپذیر (به انگلیسی: Unbreakable) یازدهمین آلبوم استودیویی از هنرمند آمریکایی جنت جکسون است. این آلبوم در ۲ اکتبر ۲۰۱۵ توسط رایتم نیشن و بی‌ام‌جی رکوردز منتشر شد.